# Valerij Inkižinov
Valerij Inkižinov, rusky Инкижинов, Валерий Иванович, francouzsky Valéry Inkijinoff (25. března 1895 Bochan, Sibiř, na břehu jezera Bajkal – 26. září 1973 Brunoy), byl burjatský herec z Ruska, který emigroval do Francie.

## Život
Narodil se v Valerij Inkižinov se v učitelské rodině. V roce 1915 po absolvování střední školy nastoupil na Petrohradský polytechnický institut. V roce 1920 se přestěhoval do Moskvy. Studoval v ateliéru V. E. Mejercholda. Pracoval jako režisér ve studiu Proletkino. V roce 1928 si zahrál hlavní roli ve filmu Vsevoloda Pudovkina „Potomek Čingischána“, který mu přinesl celosvětovou slávu. V roce 1930 emigroval.
Jeho účast ve francouzsko-anglickém filmu „Bitva“ (1933) Viktora Turžanského byla jeho první prací ve Francii. Silný ruský přízvuk a výrazný orientální vzhled navždy předurčily jeho roli: ve Francii, Velké Británii, Německu a Itálii hrál postavy tajemného Východu – Indy, Číňany, Korejce, Japonce... Tak tomu bylo ve filmech „Policejní případ 909“ (1933) Roberta Wieneho a „Šanghajské drama“ (1938) Georga Wilhelma Pabsta. V německém propagandistickém filmu „Katastrofa Frísů“ (1935) ztvárnil roli sovětského komisaře. Často hrál ve filmech s ruskou tematikou.V exilu hrál ve 44 filmech.
Od 60. let 20. století se v rámci Chruščovovy politiky otevřených dveří pokoušel navštívit svou rodinu v SSSR, ale nakonec to vzdal, protože se rozhodl, že podmínky pro cestu nejsou vhodné.
Je pohřben na ruském hřbitově v Sainte-Geneviève-des-Bois.